# André-Antoine Ravrio
André-Antoine Ravrio (Parigi, 23 ottobre 1759 – Parigi, 4 ottobre 1814) è stato uno scultore, drammaturgo e poeta francese, autore di molti bronzi, poesie, canzoni e alcuni vaudeville.

## Biografia

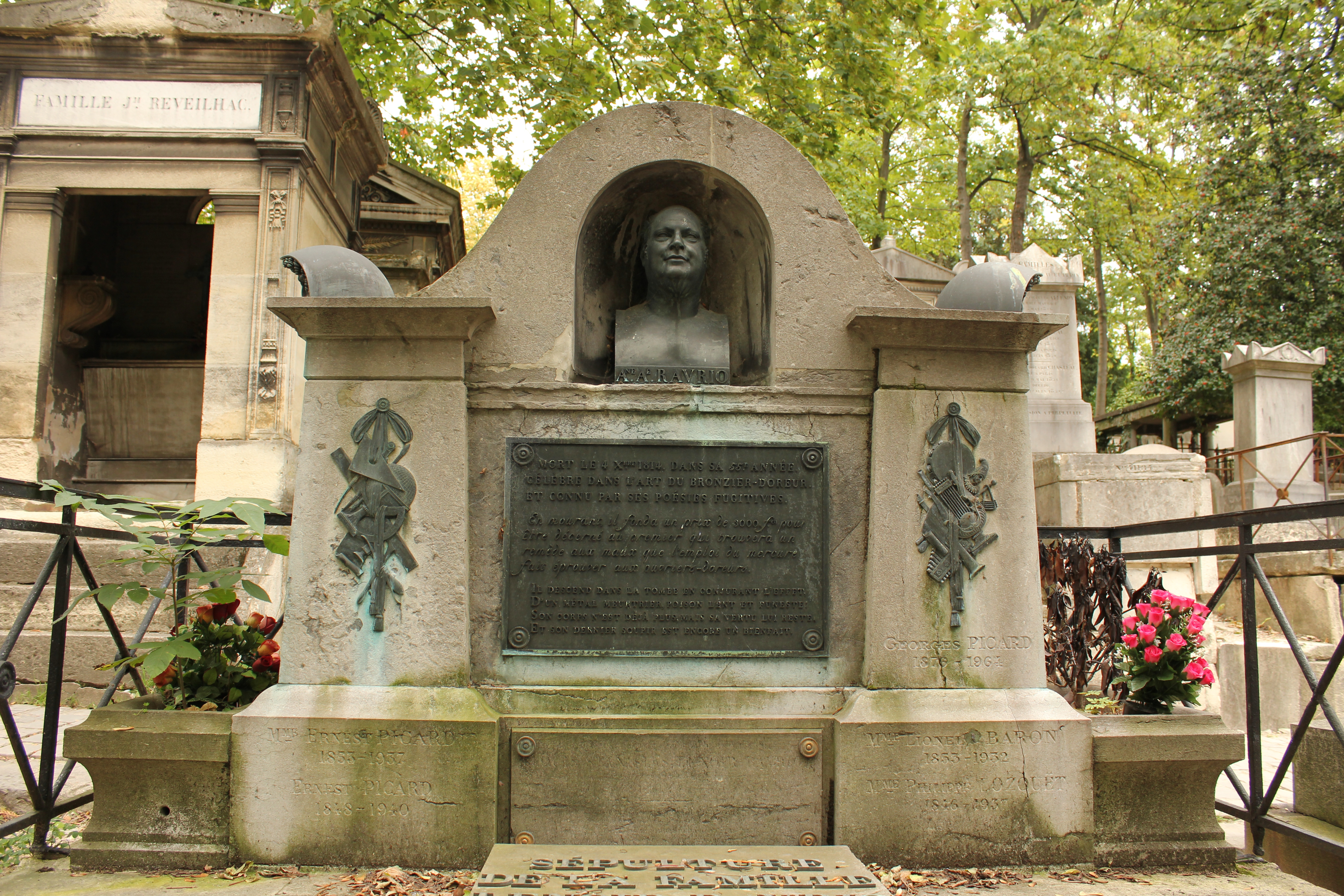
Tomba di André-Antoine Ravrio al Cimitero Père-Lachaise

Abile fonditore, il padre di Ravrio era generalmente stimato per la rettitudine e il talento; la madre apparteneva alla famiglia Riesener, ben nota nelle arti industriali e liberali.
Divenuto a sua volta maestro fonditore nel 1777, Ravrio si stabilì in proprio nel 1790. Divenne famoso fornendo bronzi d'arredo per una clientela prestigiosa, in particolare l'imperatore Napoleone Bonaparte.
Accanto a François-Joseph Talma, Carle Vernet, Firmin Didot, Marc-Antoine Madeleine Désaugiers, Pierre-Luc-Charles Ciceri, ha partecipato alle attività della Société de la Goguette.
Nel 1805 pubblicò una canzone: La Rue des Bons-Enfants, che allude a una società baccanale di cui è membro e che sembra essere quella di La Goguette. Compose anche un'altra canzone chiamata La Goguette, che testimonia lo spirito gioioso che anima questa società.
Lo scultore Louis-Alexandre Romagnesi fu incaricato da parte di Ravrio di eseguire diverse opere per la sua dimora. A lui si devono gli ornamenti della tomba del mastro bronzista.
Ravrio, dopo aver disegnato e modellato all'Accademia, si era formato nella pratica della sua arte e nella perfezione delle sue opere, ed estese la sua reputazione in tutta Europa. Le sue variegate conoscenze, le sue qualità personali lo favorirono notevolmente nei rapporti commerciali, e lo fecero accettare in diverse società letterarie e caritative
Compose diversi vaudeville di successo e pubblicò per i suoi amici due volumi di poesie piene di leggerezza, sentimento e arguzia
Fondò un premio di tremila franchi al fine di incentivare la scoperta di un mezzo per prevenire i pericoli dell'uso del mercurio nella professione di doratore sui metalli. Lo studioso Jean-Pierre-Joseph d'Arcet, che ha vinto il premio, ha messo il felice esito delle sue ricerche a disposizione di altre professioni pericolose per chi le esercitava, come quella di bronzista-doratore 
È sepolto a Parigi nel cimitero di Père-Lachaise, .
Il pittore Henri-François Riesener, suo cugino, dipinse il suo ritratto, ora conservato al Museo del Louvre.

## Opere
- 1796: Arlequin journaliste, commedia-vaudeville in un atto,
- 1799: La sorcière, commedia-vaudeville in 1 atto, (28 fruttidoro anno VII);
- 1803: La Maison des fous, commedia in un atto, (Vaudeville, 19 fruttidoro anno IX);
- 1806: Monsieur Giraffe, ou La mort de l’ours blanc, vaudeville in 1 atto, con Auguste-Mario Coster, René de Chazet, Marc-Antoine Madeleine Désaugiers, Georges Duval, Francis baron d'Allarde, Charles-François-Jean-Baptiste Moreau de Commagny, Jean-Toussaint Merle e Joseph Servières;
- 1805-1812: Mes délassemens, ou Recueil de chansons et autres pièces fugitives composées pour mes amis, Impr. de Ballard;

Inoltre ha scritto il testo di numerose romanze musicate da autori vari e la Septième Recueil de romances di Charles-Frédéric Kreubé;